# Termo (Grecia)
Termo o Termón (Thermos, Θέρμο) es un municipio y una pequeña población de Etolia, en Grecia. En 2011 el municipio tenía una población de 8242 habitantes, la comunidad local tenía 1959 y el pueblo tenía 1716. Está situada a 20 km al este del Lago Triconida (Τριχωνίδα), en la costa norte del Golfo de Patras, en la unidad periférica de Etolia-Acarnania. 

## Historia
El lugar, donde la calidad de sus aguas es destacada y constituía un lugar de paso para el ganado, tuvo un asentamiento desde el periodo Heládico Medio y los primeros momentos de la civilización micénica, en torno al año 1600 a. C. En esta época se hallan los restos de diez casas entre los que se encontraba la residencia de un príncipe local. En la parte final del periodo micénico, en el siglo XII a. C. aparece un nuevo estilo en la cerámica, más pobre, pero su presencia muestra que el lugar continuó estando ocupado y no se aprecian signos de una destrucción violenta, a diferencia de otros lugares de la civilización micénica. Quizá a principios del siglo XI a. C. se construyó el edificio conocido como megaron B, que se considera un lugar de culto heroico, como muestran los restos de los periodos protogeométrico y geométrico, hasta una nueva destrucción que debió ocurrir hacia fines del siglo IX a. C. o quizá algo más tarde. En el periodo comprendido entre esta destrucción y la construcción de los templos arcaicos siguió existiendo un lugar de culto, aunque este debió limitarse a un altar.

### Antiguo santuario de Apolo
Se han identificado las ruinas de un santuario religioso, con tres templos (dos de ellos en honor de Apolo y uno tal vez en honor de Artemisa) construidos en el siglo VII a. C. El santuario estaba rodeado de muros fortificados desde el siglo IV a. C. Dos fuentes del periodo helenístico aún dan agua de gran calidad en la actualidad. El santuario también contenía un buleuterio, tres estoas y un ágora. Es posible que en el periodo helenístico hubiera también un recinto consagrado a Helios, Niké y Asclepio. Entre los numerosos restos materiales hallados se encuentra un trofeo que conmemoraba una victoria de los etolios sobre los gálatas en el año 279 a. C.
El asentamiento y el complejo religioso son citados por Polibio, en la segunda guerra macedónica, como centro sagrado de los etolios, donde se reunía la asamblea de la Liga Etolia y se elegía a los magistrados. Fue arrasado por el rey Filipo V de Macedonia en dos ocasiones (los años 218 y 206 a. C.)
Las primeras excavaciones arqueológicas de los restos antiguos fueron realizadas por George Soteriadis de 1897 a 1909; entre 1912 y 1932 fueron proseguidas por Konstantinos Rhomaios y a partir de 1983 se han realizado nuevas campañas dirigidas por Ioannes A. Papapostolou.